# Neverwas
Pour plus de détails, voir Fiche technique et Distribution.
Neverwas, ou Le Royaume imaginaire au Québec, est un film canadien réalisé par Joshua Michael Stern en 2005.

## Synopsis
Un psychiatre quitte une carrière académique pour travailler à l'institut psychiatrique où son père, écrivain, vécut quelques années avant l'écriture d'un livre célèbre pour enfant.  Il y rencontrera un schizophrène qui lui permettra de découvrir les secrets de l'histoire et sa position dans le récit.

## Fiche technique
- Titre : Neverwas
- Titre québécois : Le Royaume imaginaire
- Réalisation et scénario : Joshua Michael Stern
- Musique : Philip Glass
- Producteur : Kingsgate Films
- Pays d’origine : Canada
- Langue : anglais
- Date de sortie : 2005

## Distribution
- Aaron Eckhart (VQ : Daniel Picard) : Zach Riley
- Sir Ian McKellen (VQ : Vincent Davy) : Gabriel Finch
- Brittany Murphy (VQ : Éveline Gélinas) : Maggie Paige
- Nick Nolte (VQ : Hubert Gagnon) : T.L. Pierson
- Jessica Lange (VQ : Claudine Chatel) : Katherine Pierson
- William Hurt (VQ : Jean-Marie Moncelet) : Dr. Peter Reed
- Vera Farmiga : Eleanna
- Alan Cumming : Jak
- Camille Sullivan : Katherine Pierson jeune (non créditée)

Version québécoise (VQ) sur Doublage Québec